# أليسا سترينجفيلو
أليسا سترينجفيلو (بالإنجليزية: Alyssa Stringfellow)‏ هي ممثلة نيوزيلندية، ولدت في 17 مايو 1985 في روتوروا في نيوزيلندا.

## وصلات خارجية
- أليسا سترينجفيلو على موقع IMDb (الإنجليزية)